# كريستيان يوريبا
كريستيان يوريبا (بالإسبانية: Cristián Uribe)‏ هو لاعب كرة قدم تشيلي في مركز الوسط، ولد في 1 أغسطس 1978 في كونثبثيون في تشيلي. شارك مع منتخب تشيلي تحت 17 سنة لكرة القدم ومنتخب تشيلي لكرة القدم. أما مع النوادي، فقد لعب مع إيفرتون دي فينا ديل مار وكولو-كولو ولاسيرينا وموريرينسي ونادي بنفيكا وهواتشيباتو.

## وصلات خارجية
- كريستيان يوريبا على موقع الاتحاد الدولي (مؤرشف)  (الإنجليزية)
- كريستيان يوريبا على موقع قاعدة بيانات كرة القدم.إي يو (الإنجليزية)
- كريستيان يوريبا على موقع ناشيونال فوتبول تيمز (الإنجليزية)
- كريستيان يوريبا على موقع Soccerway.com (الإنجليزية)
- كريستيان يوريبا على موقع عالم كرة القدم.نت (الإنجليزية)